# Dialeuropora silvarum
Dialeuropora silvarum là một loài côn trùng cánh nửa trong họ Aleyrodidae, phân họ Aleyrodinae.
Dialeuropora silvarum được Corbett miêu tả khoa học đầu tiên năm 1935.